# Ergonomía cognitiva
La ergonomía cognitiva «se ocupa de los procesos mentales, tales como la percepción, la memoria, el razonamiento y la respuesta motora, que afectan a las interacciones entre los seres humanos y otros elementos de un sistema. Los temas relevantes incluyen la carga de trabajo mental, la toma de decisiones, la ejecución experta, la interacción persona-computadora, la fiabilidad humana, el estrés laboral y la formación profesional en relación con el diseño de los sistemas humanos. La ergonomía cognitiva estudia la cognición en contextos laborales y operacionales, a fin de optimizar el bienestar humano y el rendimiento del sistema» (Asociación Internacional de Ergonomía — IEA). Es un subconjunto del campo más grande de los factores humanos y la ergonomía.

## Objetivos
La ergonomía cognitiva es una rama emergente de los factores humanos y la ergonomía que hace especial hincapié en el análisis de los procesos cognitivos necesarios para los operadores que trabajan en la industria moderna y entornos similares. Entre sus objetivos están el diagnóstico, la carga de trabajo, la consciencia situacional, la toma de decisiones y la planificación. La ergonomía cognitiva pretende mejorar el desempeño de las tareas cognitivas a través de varias intervenciones, entre ellas las siguientes:
- el diseño centrado en el usuario de la interacción humano-máquina y la interacción persona-computador (HCI);
- el diseño de los sistemas de tecnología de información que apoyan las tareas cognitivas (por ejemplo, artefactos cognitivos);
- el desarrollo de programas de capacitación;
- el rediseño del trabajo para gestionar la carga de trabajo mental y aumentar la fiabilidad humana.

## Historia
El campo de la ergonomía cognitiva surgió predominantemente en los años 70 con la llegada de la computadora personal y los nuevos desarrollos en los campos de la psicología cognitiva y la inteligencia artificial. A diferencia de la tradición de la ergonomía física, «la ergonomía cognitiva es... la aplicación de la psicología al trabajo... para lograr la optimización entre la gente y su trabajo». Visto como una ciencia aplicada, los métodos involucrados con la creación de un diseño ergonómico cognitivo han cambiado con el rápido desarrollo de los avances tecnológicos en los últimos 27 años. En los años 80, hubo una transición a nivel mundial en el enfoque metodológico para el diseño. Según van der Veer, Enid Mumford fue uno de los pioneros de la ingeniería de sistemas interactivos que abogó por la noción de diseño centrado en el usuario, en el que el usuario se considera y está «incluido en todas las fases del diseño». Hay varios modelos diferentes que describen los criterios para el diseño de la tecnología que sea fácil de usar. Varios modelos se centran en un proceso sistemático para el diseño, evaluando los procesos cognitivos involucrados en una tarea determinada y así desarrollar capacidades de interfaz adecuadas (análisis de tareas). El análisis de tareas en investigaciones anteriores se ha centrado en la evaluación de las demandas de la tarea cognitiva, en materia de control de motores y la cognición durante las tareas visuales, como operar maquinaria, o la evaluación de la atención y el enfoque a través del análisis de los movimientos sacádicos de los ojos de los pilotos durante el vuelo. La neuroergonomía, íntimamente relacionada con la ergonomía cognitiva, pretende mejorar la interacción persona-computador utilizando metodologías de registro de la actividad cerebral. Por ejemplo, las investigaciones neuroergonómicas en la Universidad de Iowa se dirigen tanto a desarrollar protocolos para evaluar la conducción segura y así poder mejorar  la movilidad de personas de edad avanzada, como a analizar las capacidades cognitivas involucradas en la navegación de entornos virtuales abstractos. En España, la disciplina se establece con la publicación del libro de Cañas y Waern, Ergonomía cognitiva: aspectos psicológicos de la interacción de las personas con la tecnología de la información. (2001) Ed. Médica Panamericana.

## Metodología
El éxito de la intervención ergonómica en el área de tareas cognitivas requiere de procesos de evaluación organizacional e industrial con un conocimiento profundo, no solo de las exigencias de la situación de trabajo, sino también, de las estrategias del usuario en la realización de tareas cognoscitivas y sus limitaciones humanas. En algunos casos, los artefactos o herramientas que se utilizan para llevar a cabo una tarea pueden imponer sus propias restricciones y limitaciones (por ejemplo, navegar por un gran número de pantallas de interfaz gráfica de usuario — GUI). Las herramientas pueden también codeterminar la misma naturaleza de la tarea.  En este sentido, el análisis de tareas cognitivas debe examinar tanto la interacción de los usuarios con su entorno de trabajo, como la interacción del usuario con artefactos o herramientas; este último es muy importante, ya que los artefactos modernos (por ejemplo, paneles de control, software, sistemas expertos) son cada vez más sofisticados. El énfasis radica en cómo diseñar interfaces humano-máquina y artefactos cognitivos de manera que la actuación humana se sustente en ambientes de trabajo donde la información sea poco fiable, los eventos difíciles de predecir, que existan múltiples objetivos que entren en conflicto a la vez, y que el desempeño de la tarea esté sujeto a presión temporal.

## Modelado de interfaz de usuario

### Análisis de Tareas Cognitivas
El análisis cognitivo de tareas es un término general para el conjunto de métodos utilizados para identificar las demandas mentales y las habilidades cognitivas necesarias para completar una tarea. 
Métodos como el GOMS (modelo de procesador especializado de información humano para la interacción persona-computador) proporciona un conjunto formal de procedimientos para identificar las actividades mentales que requiere una tarea y un artefacto, como un sistema de computadora de escritorio. Mediante la identificación de la secuencia de actividades mentales de un usuario involucrado en una tarea, los ingenieros de ergonomía cognitiva pueden identificar los cuellos de botella y las rutas críticas que pueden presentar oportunidades de mejora o los riesgos (por ejemplo, el error humano) que merecen los cambios en la formación o el sistema de comportamiento.